# Джапаридзе, Леван Иванович
Леван Иванович Джапаридзе (груз. ლევან ჯაფარიძე; 13 апреля 1905, Тифлис — 20 марта 1972, Тбилиси) — советский и грузинский анатом и физиолог растений, академик АН Грузинской ССР (1955—1972).

## Биография
Родился 13 апреля 1905 года в Тифлисе (ныне — Тбилиси). В 1927 году окончил ТбилГУ. С 1930 по 1948 годы работал в Институте ботаники АН Грузинской ССР, с 1948 года был повышен в должности до заведующего отделом этого же института. Данную должность он занимал до смерти. Одновременно с работой в Институте ботаники, вёл педагогическую работу в ряде вузов Тбилиси.
Скончался в 1972 году в Тбилиси.

## Научные работы
Основные научные работы посвящены изучению возрастных изменений, процессов вызревания и устойчивости тканей древесных пород.
- Автор ряда учебных пособий.